# Evangelische Pfarrkirche Neufeld an der Leitha

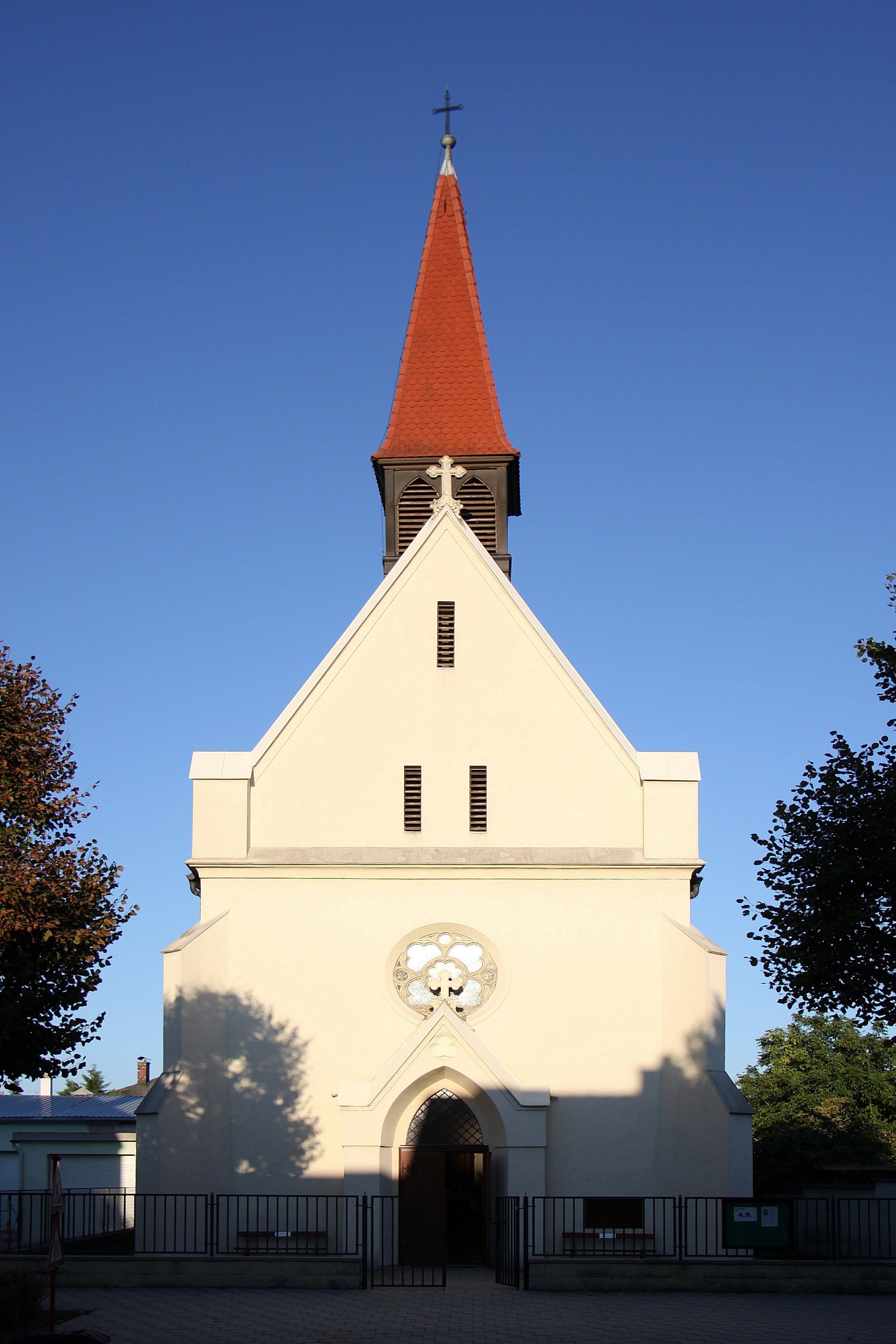
Evangelische Pfarrkirche in Neufeld an der Leitha

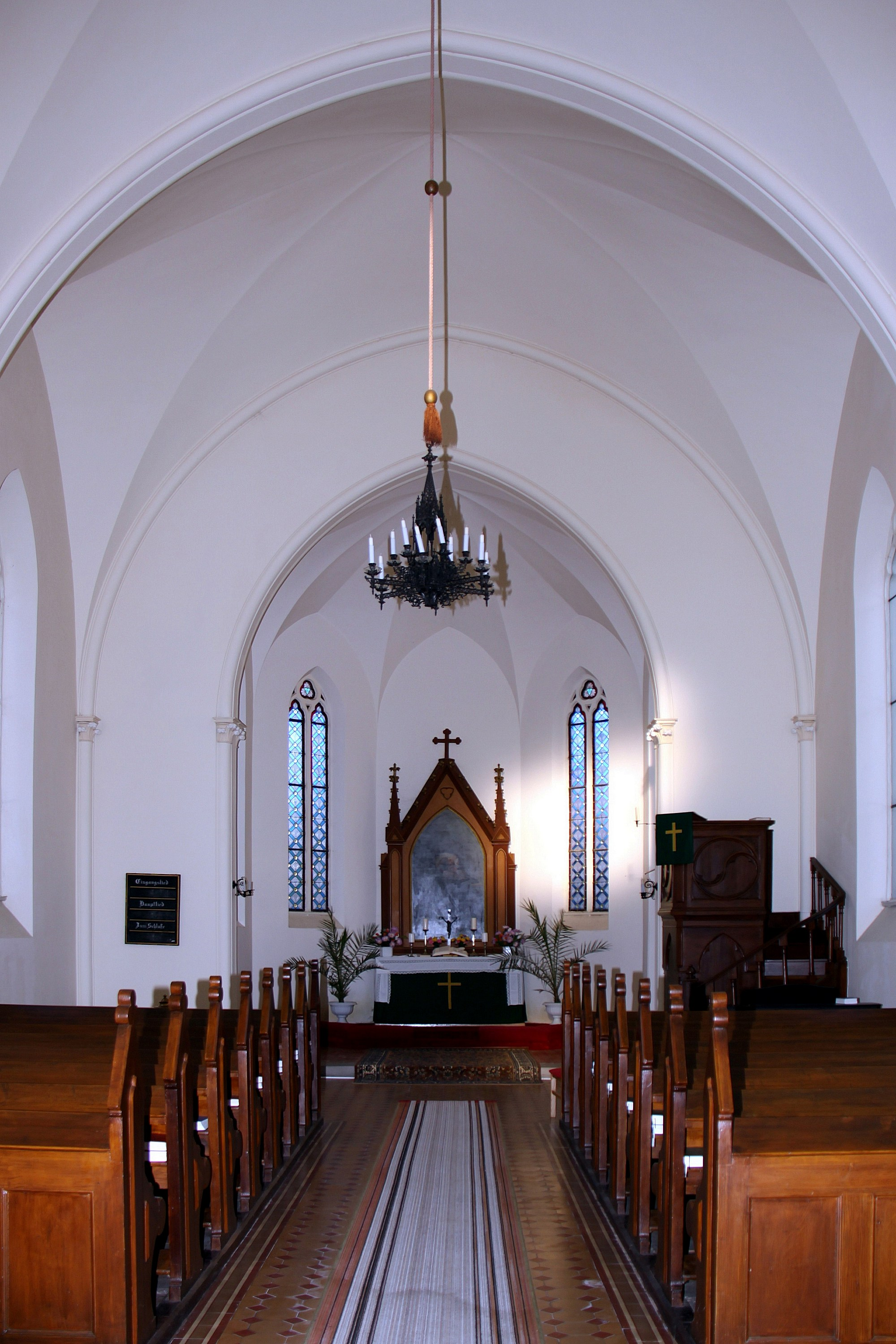
Im Langhaus zum Chor

Die evangelisch-lutherische Pfarrkirche Neufeld an der Leitha steht in der Stadtgemeinde Neufeld an der Leitha im Bezirk Eisenstadt-Umgebung im Burgenland. Die Kirche gehört zur Superintendentur A. B. Burgenland. Sie steht unter Denkmalschutz.

## Geschichte
Die Kirche wurde 1904 erbaut.

## Architektur
Der über der hohen Giebelfassade des neugotischen Kirchenbaus ragt ein Dachreiter.
An das dreijochige Langhaus schließt ein Chor mit Fünfachtelschluss und Strebepfeilern.